# Kohei Fujita
Kohei Fujita (født 19. juni 1989) er en japansk fodboldspiller.
Han har spillet for flere forskellige klubber i sin karriere, herunder Kamatamare Sanuki.